# Azeta uncas
Azeta uncas là một loài bướm đêm trong họ Erebidae.